# 1321
- Wikisource

| Calendário gregoriano                                                        | 1321 MCCCXXI                                         |
| Ab urbe condita                                                              | 2074                                                 |
| Calendário arménio                                                           | 770 – 771                                            |
| Calendário bahá'í                                                            | -523 – -522                                          |
| Calendário budista                                                           | 1865                                                 |
| Calendário chinês                                                            | 4017 – 4018 Início a 29 de janeiro (aproximadamente) |
| Calendário copta                                                             | 1037 – 1038                                          |
| Calendário etíope                                                            | 1313 – 1314                                          |
| Calendários hindus - Vikram Samvat - Calendário nacional indiano - Cáli Iuga | 1376 – 1377 1242 – 1243 4421 – 4422                  |
| Calendário Holoceno                                                          | 11321                                                |
| Calendário islâmico                                                          | 721 – 722                                            |
| Calendário judaico                                                           | 5081 – 5082                                          |
| Calendário persa                                                             | 699 – 700                                            |
| Calendário rúnico                                                            | 1571                                                 |
| Calendário solar tailandês                                                   | 1864                                                 |

1321 (MCCCXXI, na numeração romana) foi um ano comum do século XIV do Calendário Juliano, da Era de Cristo, e a sua letra dominical foi D (53 semanas), teve início a uma quinta-feira e terminou também a uma quinta-feira.

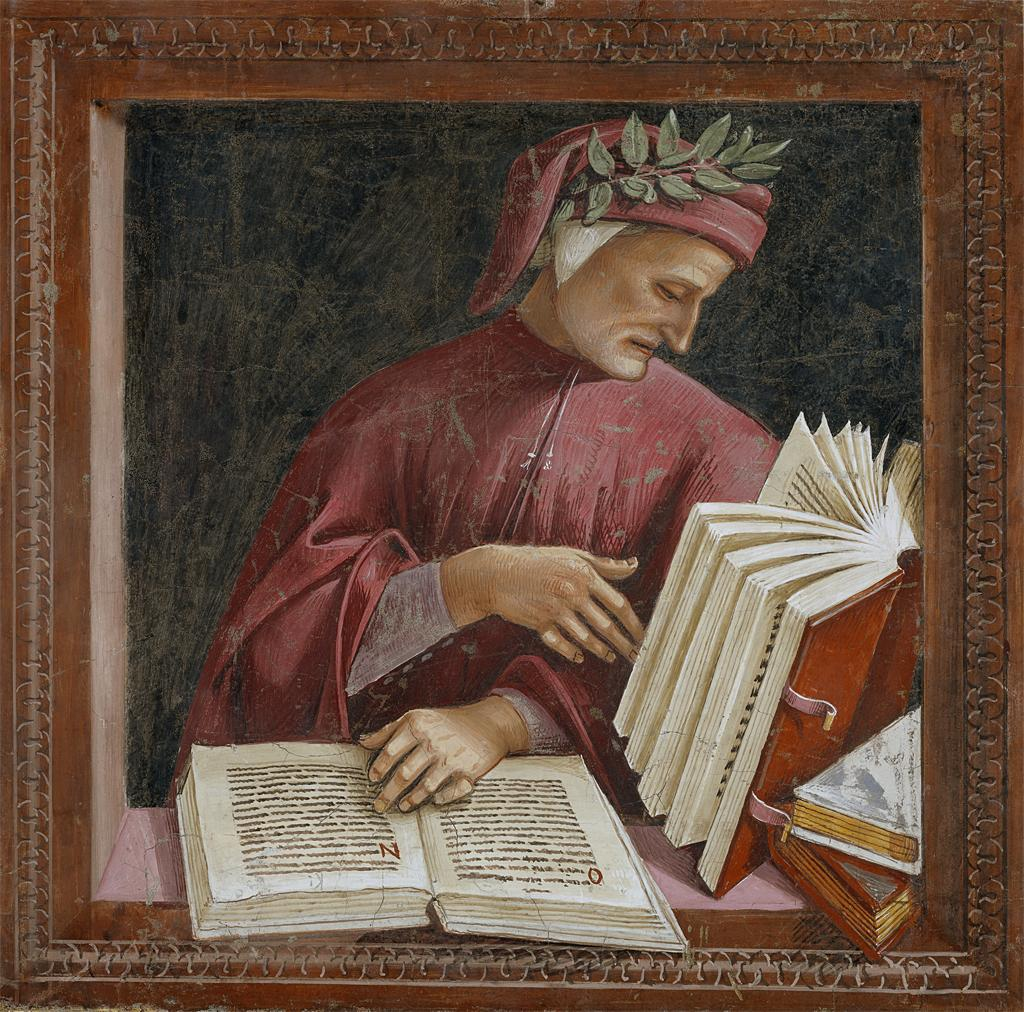
Dante Alighieri. Fresco da capela de San Brizio na Catedral de Orvieto, Itália

| Ano completo                        |
| ----------------------------------- |
| Ano comum com início à quinta-feira |

## Eventos
- Kiev é anexada pelo Grão-Ducado da Lituânia.

## Mortes
- Dante Alighieri, escritor, poeta e político italiano, considerado o primeiro poeta da língua italiana.
- 10 de Janeiro - Maria de Brabante, rainha consorte de Filipe III de França.